# Estadio Gigante de Arroyito
Het Estadio Gigante de Arroyito is een voetbalstadion in de Argentijnse stad Rosario. Het stadion is ook een tijdlang vernoemd naar de Argentijnse politicus Lisandro de la Torre. Het stadion werd gebouwd in de jaren twintig van de 20e eeuw en werd in de aanloop naar het WK voetbal 1978 gerenoveerd. Bij de WK had het een capaciteit van ruim 40.000 toeschouwers. Er werden drie wedstrijden uit de eerste ronde en drie wedstrijden uit de tweede ronde gespeeld.

## WK interlands
| №  | Datum        | Wedstrijd             | Uitslag | Competitie                | Toeschouwers |
| -- | ------------ | --------------------- | ------- | ------------------------- | ------------ |
| 1  | 2 juni 1978  | Tunesië – Mexico      | 3 – 1   | WK 1978 1e Groepsfase (B) | 17.396       |
| 2  | 6 juni 1978  | Polen – Tunesië       | 1 – 0   | WK 1978 1e Groepsfase (B) | 9.642        |
| 3. | 10 juni 1978 | Polen – Mexico        | 3 – 1   | WK 1978 1e Groepsfase (B) | 22.651       |
| 4  | 14 juni 1978 | Argentinië – Polen    | 2 – 0   | WK 1978 2e Groepsfase (B) | 37.091       |
| 5  | 18 juni 1978 | Argentinië – Brazilië | 0 – 0   | WK 1978 2e Groepsfase (B) | 37.326       |
| 6. | 21 juni 1978 | Argentinië – Peru     | 6 – 0   | WK 1978 2e Groepsfase (B) | 37.315       |

Estadio Monumental (Buenos Aires) · Estadio José Amalfitani (Buenos Aires) · Estadio Córdoba (Córdoba) · Estadio Mar del Plata (Mar del Plata) · Estadio Gigante de Arroyito (Rosario) · Estadio Mendoza (Mendoza)